# Bahnstrecke Wałbrzych Szczawienko–Meziměstí
| |                              |                                               |                                               |
| Streckennummer: | 291 (D 29)                   |                                               |                                               |
| Streckenlänge: | 34,497 km                    |                                               |                                               |
| Spurweite: | 1435 mm (Normalspur)         |                                               |                                               |
| Streckenklasse: | C3                           |                                               |                                               |
| Stromsystem: | bis 1945: 15 kV, 16 2/3 Hz ~ |                                               |                                               |
| Maximale Neigung: | 14,3 ‰                       |                                               |                                               |
| Streckengeschwindigkeit: | 70 km/h                      |                                               |                                               |
| |                              |                                               |                                               |
| \| \| \| von Wrocław Świebodzki \| \| \| \| 0,000 \| Wałbrzych Szczawienko früher Nieder Salzbrunn \| 377 m \| \| \| \| nach Görlitz / Zgorzelec \| \| \| \| 1,460 \| Baza Paliw Wałbrzych \| Baza Paliw Wałbrzych \| \| \| 2,140 \| Przesypownia Cementu Wałbrzych \| Przesypownia Cementu Wałbrzych \| \| \| 2,180 \| Ciepłownia Wałbrzych \| Ciepłownia Wałbrzych \| \| \| \| \| \| \| \| 3,400 \| Infrastrukturgrenze PLK / DSDIK \| Infrastrukturgrenze PLK / DSDIK \| \| \| 4,985 \| Szczawno Zdrój früher Ober Salzbrunn \| 425 m \| \| \| 10,495 \| Biały Kamień früher Weißstein \| 490 m \| \| \| 17,140 \| Infrastrukturgrenze DSDIK / PLK \| Infrastrukturgrenze DSDIK / PLK \| \| \| \| von Wrocław Świebodzki \| \| \| \| 17,706 \| Boguszów Gorce Wschód früher Fellhammer \| 546 m \| \| \| \| nach Görlitz / Zgorzelec \| \| \| \| 18,389 \| Boguszów Gorce towarowy \| Boguszów Gorce towarowy \| \| \| 20,640 \| Boguszów-Gorce Dzikowiec (seit 2023) \| 569 m \| \| \| 21,776 \| Unisławski (Langwaltersdorfer Tunnel; 262 m) \| Unisławski (Langwaltersdorfer Tunnel; 262 m) \| \| \| 22,664 \| Unisław Śląski früher Langwaltersdorf \| 565 m \| \| \| \| Steine \| \| \| \| \| Steine \| \| \| \| \| Steine \| \| \| \| 28,033 \| Mieroszów früher Friedland (Bez. Breslau) \| 496 m \| \| \| 31,300 \| Golińsk früher Göhlenau \| Golińsk früher Göhlenau \| \| \| 32,56392,770 \| Staatsgrenze Polen–Tschechien \| Staatsgrenze Polen–Tschechien \| \| \| 90,836 \| Meziměstí früher Halbstadt \| 437 m \| \| \| \| nach Broumov (–Ścinawka Średnia) (vorm. StEG) \| \| \| \| \| nach Choceň (vorm. StEG) \| \| \| \| \| \| \| \| Quellen: [1][2][3][4] \| \| \| \| |                              |                                               |                                               |
| Strecke |                              | von Wrocław Świebodzki                        | von Wrocław Świebodzki                        |
| Bahnhof | 0,000                        | Wałbrzych Szczawienko früher Nieder Salzbrunn | 377 m                                         |
| Abzweig geradeaus und nach links |                              | nach Görlitz / Zgorzelec                      | nach Görlitz / Zgorzelec                      |
| Abzweig geradeaus und ehemals von rechts | 1,460                        | Baza Paliw Wałbrzych                          | Baza Paliw Wałbrzych                          |
| Abzweig geradeaus und von links | 2,140                        | Przesypownia Cementu Wałbrzych                | Przesypownia Cementu Wałbrzych                |
| Abzweig geradeaus und von rechts | 2,180                        | Ciepłownia Wałbrzych                          | Ciepłownia Wałbrzych                          |
| |                              |                                               |                                               |
| Wechsel des Eisenbahninfrastrukturunternehmens (Strecke außer Betrieb) | 3,400                        | Infrastrukturgrenze PLK / DSDIK               | Infrastrukturgrenze PLK / DSDIK               |
| Bahnhof (Strecke außer Betrieb) | 4,985                        | Szczawno Zdrój früher Ober Salzbrunn          | 425 m                                         |
| Haltepunkt / Haltestelle (Strecke außer Betrieb) | 10,495                       | Biały Kamień früher Weißstein                 | 490 m                                         |
| Wechsel des Eisenbahninfrastrukturunternehmens (Strecke außer Betrieb) | 17,140                       | Infrastrukturgrenze DSDIK / PLK               | Infrastrukturgrenze DSDIK / PLK               |
| Abzweig ehemals geradeaus und von links |                              | von Wrocław Świebodzki                        | von Wrocław Świebodzki                        |
| Bahnhof | 17,706                       | Boguszów Gorce Wschód früher Fellhammer       | 546 m                                         |
| Abzweig geradeaus, nach rechts und ehemals von rechts |                              | nach Görlitz / Zgorzelec                      | nach Görlitz / Zgorzelec                      |
| ehemaliger Dienststation / Betriebs- oder Güterbahnhof | 18,389                       | Boguszów Gorce towarowy                       | Boguszów Gorce towarowy                       |
| Haltepunkt / Haltestelle | 20,640                       | Boguszów-Gorce Dzikowiec (seit 2023)          | 569 m                                         |
| Tunnel | 21,776                       | Unisławski (Langwaltersdorfer Tunnel; 262 m)  | Unisławski (Langwaltersdorfer Tunnel; 262 m)  |
| Haltepunkt / Haltestelle | 22,664                       | Unisław Śląski früher Langwaltersdorf         | 565 m                                         |
| Brücke |                              | Steine                                        | Steine                                        |
| Brücke |                              | Steine                                        | Steine                                        |
| Brücke |                              | Steine                                        | Steine                                        |
| Bahnhof | 28,033                       | Mieroszów früher Friedland (Bez. Breslau)     | 496 m                                         |
| ehemaliger Haltepunkt / Haltestelle | 31,300                       | Golińsk früher Göhlenau                       | Golińsk früher Göhlenau                       |
| Grenze | 32,56392,770                 | Staatsgrenze Polen–Tschechien                 | Staatsgrenze Polen–Tschechien                 |
| Bahnhof | 90,836                       | Meziměstí früher Halbstadt                    | 437 m                                         |
| Abzweig geradeaus, nach links und von links |                              | nach Broumov (–Ścinawka Średnia) (vorm. StEG) | nach Broumov (–Ścinawka Średnia) (vorm. StEG) |
| Strecke |                              | nach Choceň (vorm. StEG)                      | nach Choceň (vorm. StEG)                      |
| |                              |                                               |                                               |
| Quellen: |                              |                                               |                                               |

Die Bahnstrecke Wałbrzych Szczawienko–Meziměstí ist eine Eisenbahnverbindung in Polen und Tschechien, die ursprünglich durch die Breslau-Schweidnitz-Freiburger Eisenbahn-Gesellschaft (BSF) erbaut und betrieben wurde. Sie zweigt in Wałbrzych (Waldenburg)/Szczawienko (Nieder Salzbrunn) von der Bahnstrecke Wrocław Świebodzki–Zgorzelec ab und führt über Boguszów Gorce Wschód (Fellhammer) nach Meziměstí (Halbstadt), wo sie in die Bahnstrecke Choceň–Meziměstí einmündet.  
Die Strecke war eine der ersten elektrifizierten Vollbahnen Deutschlands. Im Juni 1914 wurde der elektrische Eisenbahnbetrieb aufgenommen.
Heute ist nur noch der Abschnitt Boguszów Gorce Wschód–Meziměstí in Betrieb. Die Instandsetzung der gesperrten Strecke zwischen Wałbrzych Szczawienko und Boguszów-Gorce ist vorgesehen. Der Abschnitt befindet sich heute im Eigentum des wojewodschaftseigenen Eisenbahninfrastrukturunternehmens Dolnośląska Służba Dróg i Kolei we Wrocławiu (DSDiK).

## Geschichte
Die Breslau-Schweidnitz-Freiburger Eisenbahn eröffnete die Bahnstrecke von Nieder Salzbrunn nach Halbstadt am 15. Mai 1878. Mit der Verstaatlichung der BSF gehörte die Strecke ab 1. März 1884 zum Netz der Preußischen Staatseisenbahnen.
Im Jahre 1911 begannen die Vorbereitungen zur Elektrifizierung der Strecke mit 15 kV, 16 2/3 Hz. Am 1. Juni 1914 wurde der planmäßige elektrische Zugbetrieb aufgenommen. Damit war die Verbindung Nieder Salzbrunn–Halbstadt die erste elektrifizierte Bahnstrecke in Schlesien und die erste Strecke in Mitteleuropa, die dieses später genormte Stromsystem verwendete. Den Bahnstrom lieferte ein Dampfkraftwerk in Mittelsteine, von dem er zum Unterwerk in Nieder Salzbrunn geleitet wurde.
Nach dem Zerfall Österreich-Ungarns im Oktober 1918 lag der Bahnhof Halbstadt auf dem Staatsgebiet der Tschechoslowakei. Betreiber des dortigen Streckenabschnittes waren fortan die  
Tschechoslowakischen Staatsbahnen (ČSD). Das Verkehrsaufkommen ging zurück. Um hohe Ausgleichszahlungen zu vermeiden, die sich nach den Achskilometern richteten, liefen fortan nur noch die Triebwagen solo über die Staatsgrenze. Die Steuerwagen blieben in Friedland zurück. 

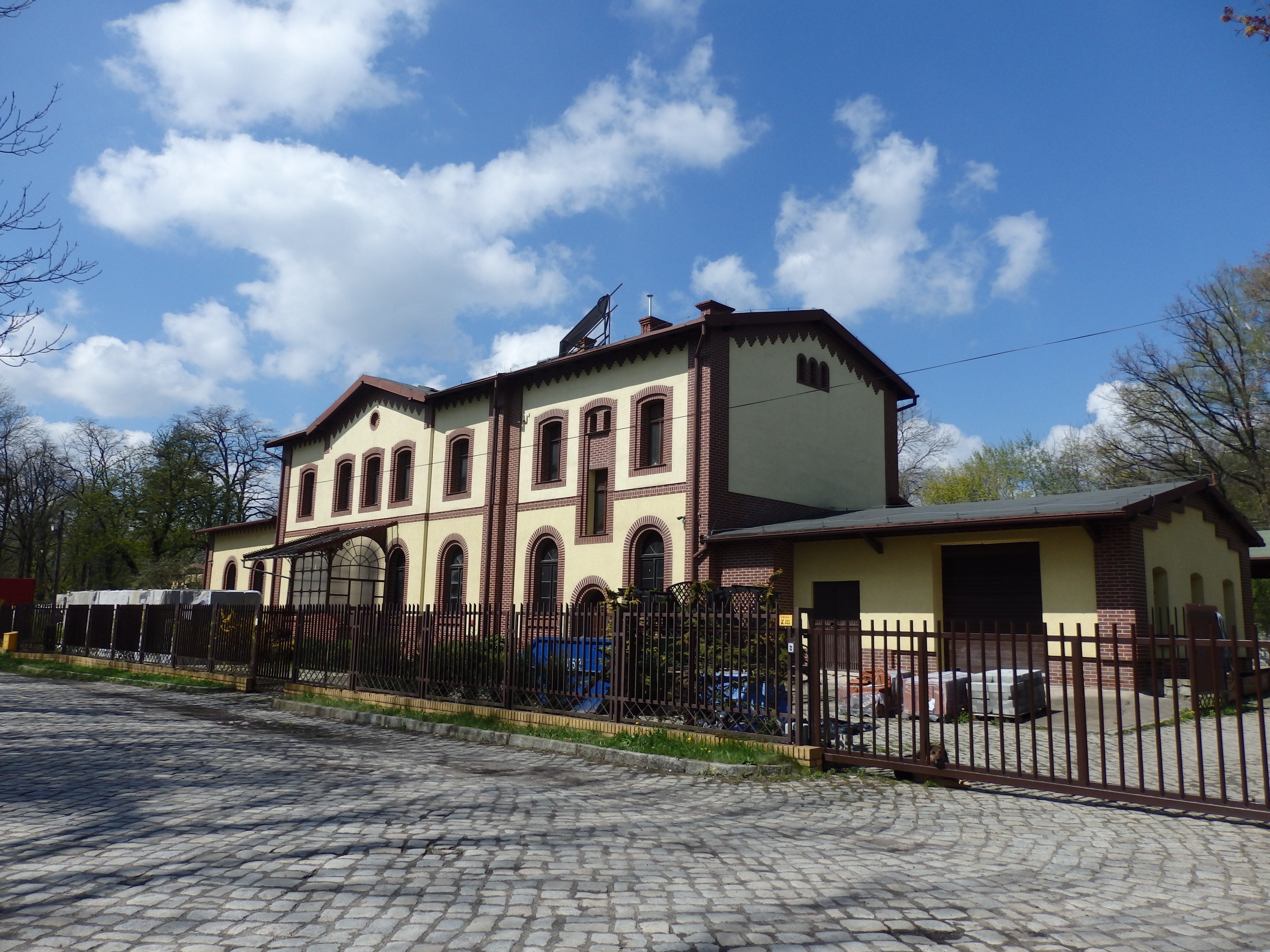
Bahnhof Szczawno Zdrój (2017)

Infolge des Münchner Abkommens lag die Strecke ab Oktober 1938 zur Gänze auf deutschem Staatsgebiet.
Nach dem Zweiten Weltkrieg kam Schlesien unter polnische Verwaltung und die Staatsgrenze wurde wieder wie vor 1938 gezogen. Der größte Teil der Strecke wurde fortan von den Polnischen Staatsbahnen (PKP) betreiben, der tschechoslowakische Teil kam wieder an die ČSD. Ab Juli 1945 wurden die elektrischen Fahrleitungen als Reparationsleistung für die Sowjetunion abgebaut. Der erst 1944 eingerichtete Haltepunkt Göhlenau (Golińsk) wurde nicht mehr bedient und 1949 geschlossen.

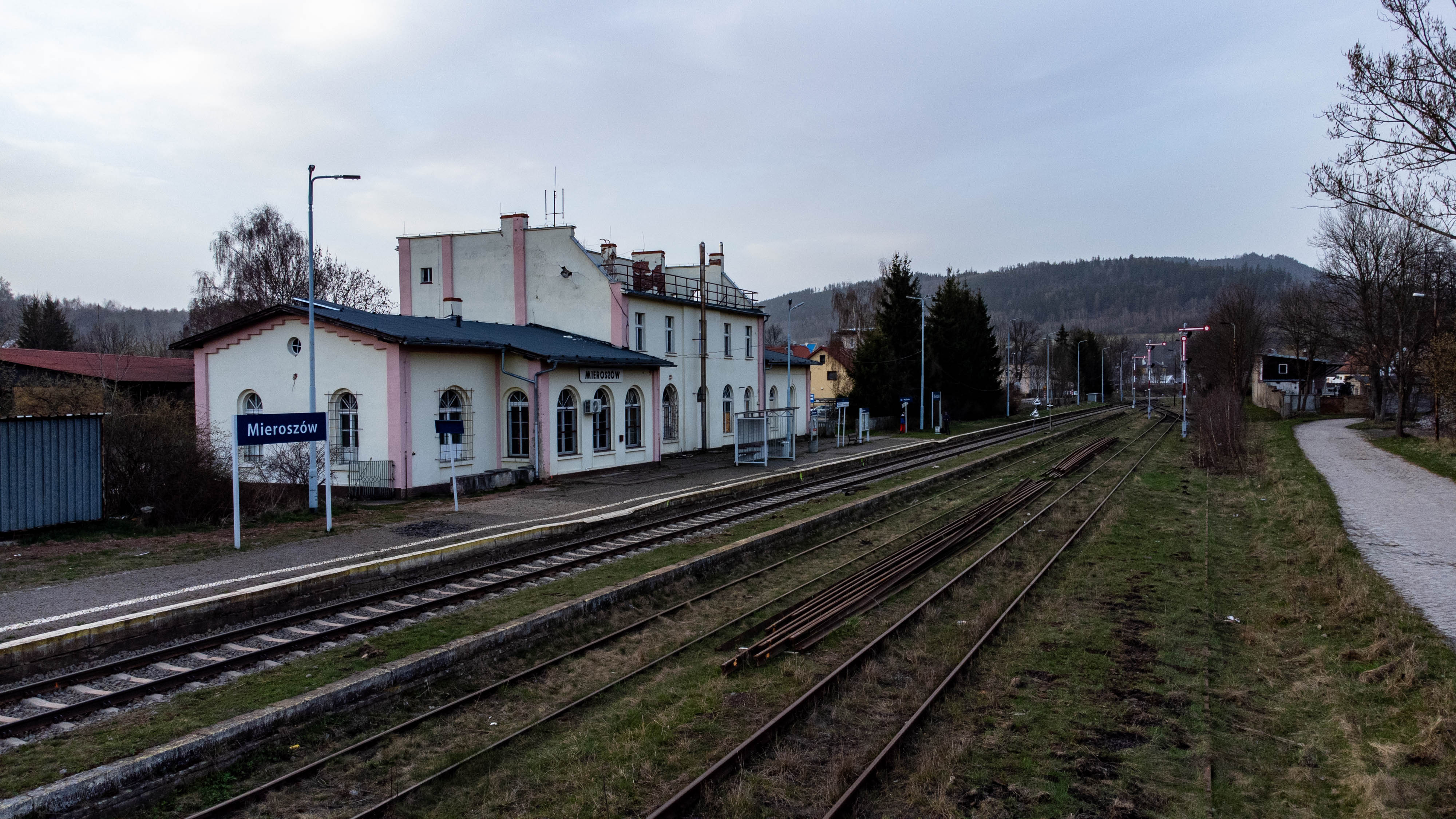
Bahnhof Mieroszów (2024)

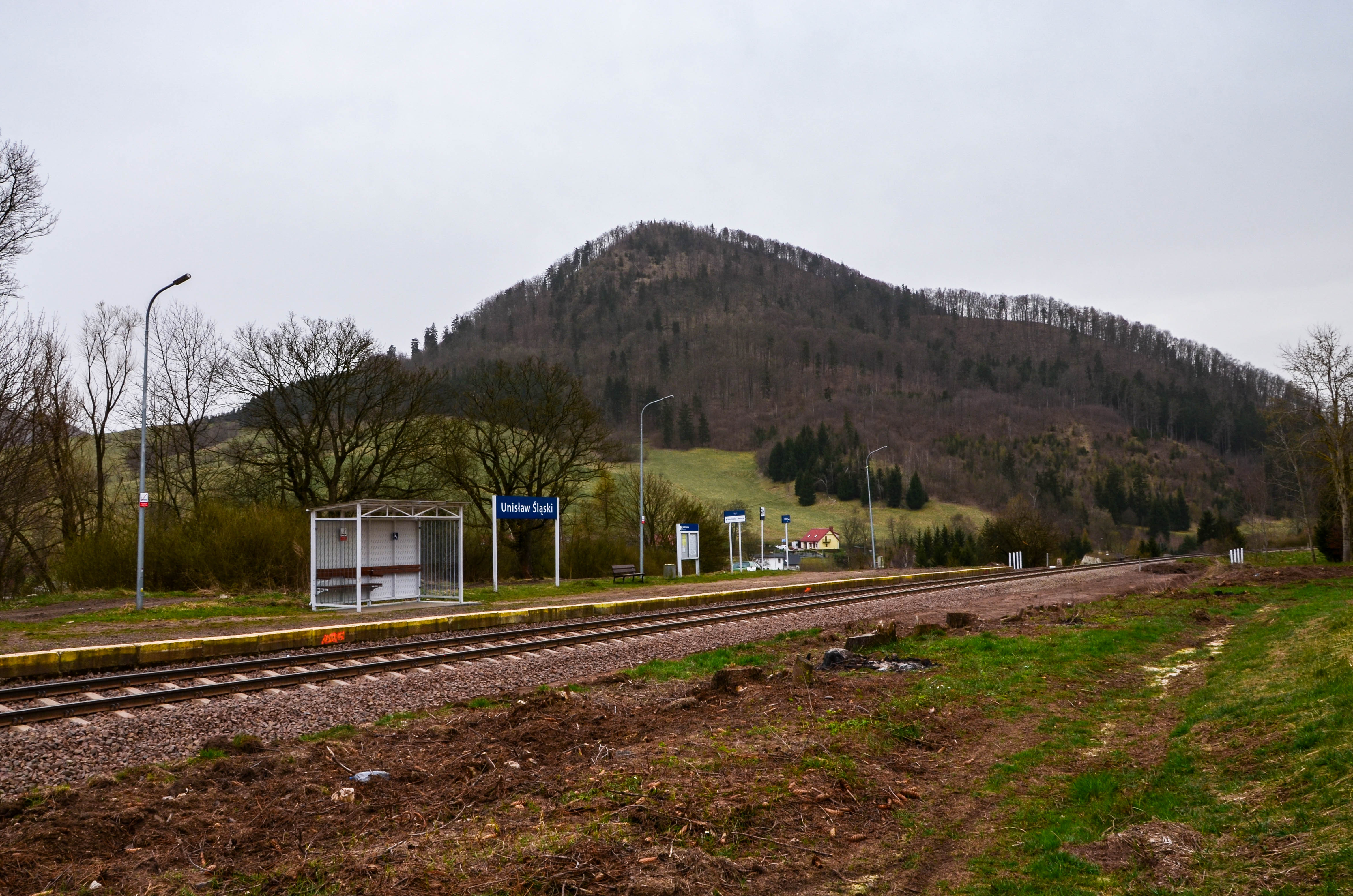
Haltepunkt Unisław Śląski (2024)

Bis 1951 verkehrten auch unter Regie der PKP Personenzüge über die Staatsgrenze, danach fand kein grenzüberschreitender Reiseverkehr mehr statt. Die Personenzüge der PKP bedienten fortan nur die Relation Wałbrzych Głowny–Mieroszów (Friedland). Unverändert bedeutsam blieb dagegen der Güterverkehr.
Erst in den 1990er Jahren wurde der grenzüberschreitende Personenverkehr wieder aufgenommen. Neben drei Personenzugpaaren Wałbrzych Głowny–Meziměstí verkehrte auch ein Schnellzug von Prag über Wałbrzych Głowny nach Breslau. Am 14. Dezember 2003 wurde der grenzüberschreitende Personenverkehr allerdings wieder eingestellt.
Auf dem Abschnitt von Wałbrzych-Szczawienko nach Boguszów-Gorce Wschód ist seit 1965 der Personenverkehr eingestellt. Zwei Industrieanschlüsse im Stadtgebiet von Wałbrzych werden weiterhin im Güterverkehr bedient. Ab dem Streckenkilometer 3,4 bis Boguszów Gorce Wschód ist die Strecke seit 1995 stillgelegt. Seit dem 28. November 2019 befindet sich dieser Abschnitt im Eigentum der Wojewodschaft Niederschlesien. Er wird vom Dolnośląska Służba Dróg i Kolei we Wrocławiu (DSDIK) verwaltet.
Am 28. April 2018 wurde der Reisezugverkehr zwischen Wałbrzych und dem tschechischen Meziměstí als saisonales touristisches Angebot wieder aufgenommen. Es verkehren an den Wochenenden und Feiertagen vier Zugpaare, die zum Teil bis Adršpach durchgebunden sind. Beauftragtes Eisenbahnverkehrsunternehmen ist Koleje Dolnośląskie (KD) in Zusammenarbeit mit dem tschechischen EVU GW Train Regio a.s.
Am 8. Juni 2023 wurde am Wintersport- und Wandergebiet Dzikowiec Wielki (Großer Wildberg) im Waldenburger Bergland der neue Haltepunkt Boguszów-Gorce Dzikowiec eröffnet.
Die Woiwodschaft Niederschlesien beabsichtigt, wieder einen planmäßigen Personenverkehr zwischen Wałbrzych und dem tschechischen Hradec Králové einzurichten. In dem Zusammenhang soll der Tunnel bei Unislaw Śląski grundlegend erneuert werden. Wegen des baufälligen Zustands besteht dort derzeit eine Langsamfahrstelle von 20 km/h. Nach der Instandsetzung soll die Streckengeschwindigkleit auf 100 km/h angehoben werden.

## Fahrzeugeinsatz

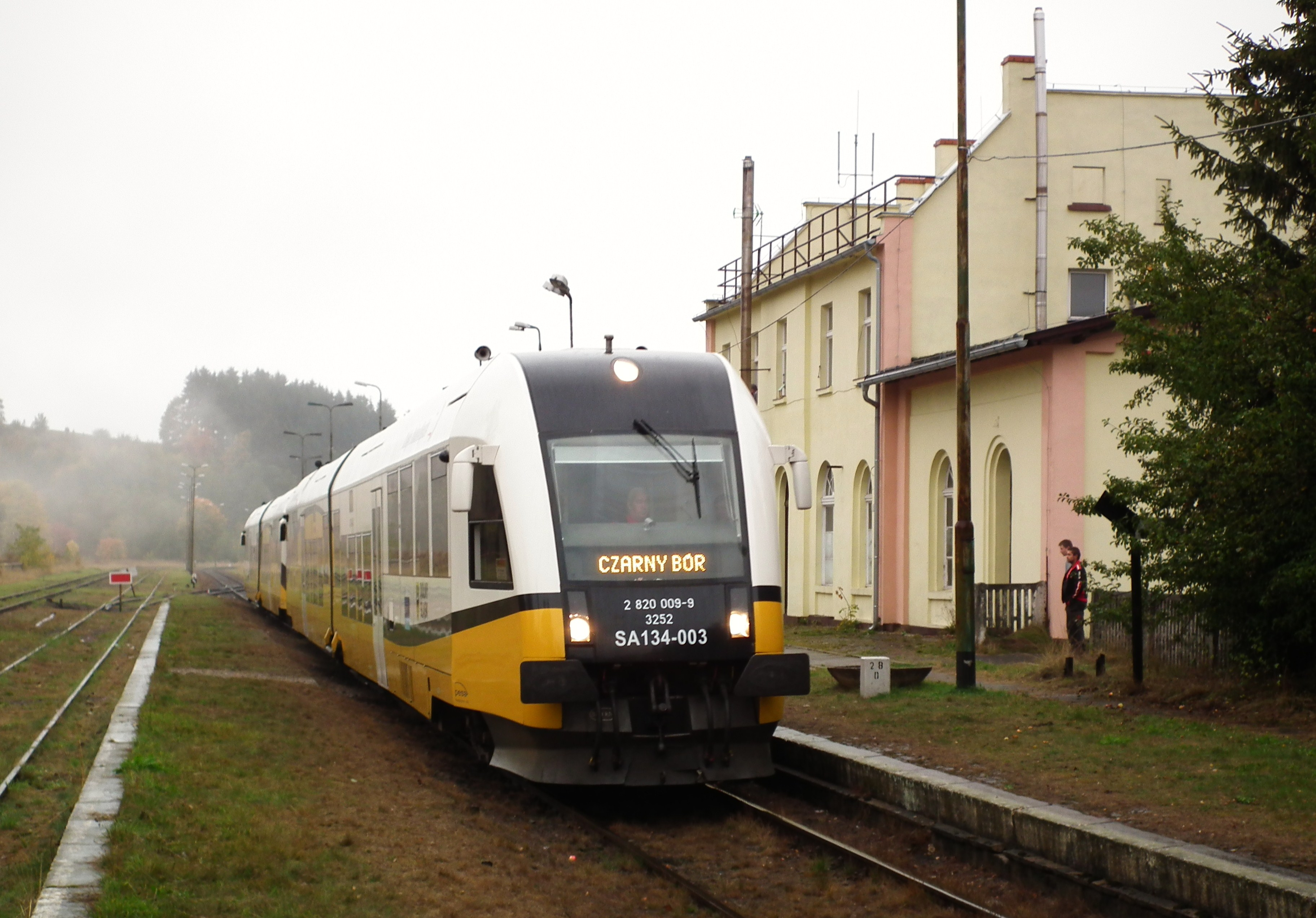
PKP-Baureihe SA134 (Mieroszow; 2015)

Im Personenzugverkehr kamen auf der Strecke Niedersalzbrunn–Halbstadt elektrische Triebzüge zum Einsatz, welche von der Preußischen Staatsbahn als 501 Breslau bis 506 Breslau speziell für die elektrifizierten Strecken in Schlesien beschafft wurden. Diese dreiteiligen Triebwagen bestanden aus einem mittig angeordneten Motorwagen, der auch ein Dienstabteil trug und zwei dreiachsigen Steuerwagen mit Abteilen 2. und 3. Klasse. Die Deutsche Reichsbahn bezeichnete die Fahrzeuge später als Baureihe ET 87.
Nach dem Ersten Weltkrieg verkehrten auch vierachsige elektrische Triebwagen, die ursprünglich für den Berliner S-Bahn-Verkehr vorgesehen waren. Diese später als ET 88 bezeichneten Fahrzeuge wurden vor allem grenzüberschreitend nach Halbstadt eingesetzt, da sie mehr Sitzplätze pro Achse boten, was weniger Ausgleichszahlungen an die Tschechoslowakischen Staatsbahnen (ČSD) erforderte.
In den dreißiger Jahren wurden auch die elektrischen Triebzüge der DR-Baureihe ET 51 eingesetzt. Der Nachfolger ET 51.1 wurden für diese Strecke gebaut. Die in diesen vorhandenen Zollabteile wurden bei Ablieferung allerdings nicht mehr gebraucht, da die gesamte Strecke bis Halbstadt infolge des Münchner Abkommens ab Oktober 1939 auf deutschem Staatsgebiet lag.
Seit 2018 kommen zweiteilige Triebwagen der Baureihe SA134 (PESA 218Md) zum Einsatz.